# Cerros Azules
Cerros Azules est une localité uruguayenne du département de Maldonado, rattachée à la municipalité de Solís Grande.

## Localisation
Situé au sud-ouest du département de Maldonado, Cerros Azules se déploie au kilomètre 93 de la route 9, à proximité de l'intersection de cette dernière et de la ruta Interbalnearia.

## Population
| 1963 | 1975 | 1985 | 1996 | 2004 | 2011 |
| ---- | ---- | ---- | ---- | ---- | ---- |
| 111  | 237  | 225  | 219  | 272  | 293  |